# 2 Unlimited
2 Unlimited é um grupo musical belga-holandês de eurodance, fundado pelos produtores belgas Jean-Paul De Coster e Phil Wilde em 1991. O rapper Ray Slijngaard e a vocalista Anita Doth lideraram o grupo de 1991 a 1996. Durante os cinco anos de sucesso mundial do 2 Unlimited, eles marcaram um total de 16 sucessos nas paradas, incluindo "Get Ready for This", "Twilight Zone", "No Limit" e "Tribal Dance"; venderam 18 milhões de gravações em todo o mundo. Embora tenham tido menos reconhecimento popular nos Estados Unidos, muitas de suas canções se tornaram temas populares em eventos esportivos americanos, especialmente na NHL e na NBA.

## História
O grupo começou quando os produtores Jean-Paul de Coster e Phil Wilde decidiram criar uma canção (que viria mais tarde a se tornar o hit "Get Ready for This") e designaram Ray Slijngaard para criar uma demo. Dessa demo, Ray criou uma letra de rap, com refrão de vocal feminino. Para tal, Ray convidou Anita Doth que, na época, trabalhava no setor administrativo da polícia de Amsterdã. Ambos gravaram a demo num estúdio local, para depois apresentar aos produtores, que ficaram muito satisfeitos.

#### Primeiros Sucessos
Get Ready for This foi lançada numa versão instrumental e atingiu o 2° lugar no Top Hits do Reino Unido na primavera de 1991. A versão com os vocalistas foi lançada mais tarde, em setembro, também alcançando algum sucesso na Europa e Austrália. Em 1994, esta canção foi lançada outra vez nos Estados Unidos, sendo considerada como hino nacional de basquetebol. Em 1995, chega ao 38º lugar no ranking da Billboard nos EUA.
Em 1992, a segunda canção "Twilight zone", primeiro single a ser escrito pelos produtores e vocalistas, é lançada, tornando-se uma das canções mais famosas da banda. Assim como o single anterior, este também conquista prata no Reino Unido e ouro no país de origem, a Holanda. Além desses feitos, a faixa alcançou 1° lugar na parada de músicas mais ouvidas em vários outros lugares do mundo.

#### Primeiro Álbum
Em 1992 o álbum "Get ready" foi lançado, atingindo ouro nos EUA com 500 mil cópias vendidas e 2 milhões em todo o mundo. "Workaholic", o 3º single, sai um mês depois de "Twilight zone", em abril de 1992. Esta canção foi dedicada ao produtor Phil Wildeque, que passou muito tempo a trabalhar no futuro do grupo. Em agosto do mesmo ano a quarta e última faixa do álbum, "Magic friend", estreia e rapidamente alcança os primeiros lugares nos rankings Europeus. Esta canção é dedicada a Marvin D., que ajudou Ray desde o início.

##### Desempenho nas tabelas musicais
| Tabela musical (1991)                         | Melhor posição |
| --------------------------------------------- | -------------- |
| Austrália (ARIA)                              | 2              |
| Bélgica(VRT Top 30)                           | 9              |
| Canadá (Canadian dance chart - RPM)           | 6              |
| Espanha (PROMUSICAE)                          | 2              |
| Estados Unidos Billboard Hot 100              | 38             |
| Estados Unidos 'Billboard Hot Dance/Club Play | 4              |
| Estados Unidos Billboard Top 40 Mainstream    | 17             |
| Irlanda(IRMA)                                 | 3              |
| Países Baixos (Dutch Top 40)                  | 10             |
| Nova Zelândia (RIANZ)                         | 50             |
| Reino Unido (The Official Charts Company)     | 2              |
| Suécia (Sverigetopplistan)                    | 36             |

#### Segundo álbum
Em janeiro de 1993, "No limit" é escolhido para lançar o segundo álbum de mesmo nome, como 1º single. Tendo um estrondoso sucesso, indo a 1° em mais de 42 países, incluindo Portugal. O single mantém-se mais de cinco meses nos tops e mais de seis semanas em 1º lugar no Reino Unido. Esta é a canção mais tocada dos 2 álbuns lançados pelo Unlimited, e tornou se um clássico e um hino de dança para todos os DJ's. O single trouxe platinas ao grupo e vendeu 2,8 milhões de cópias em todo o mundo. Em Abril do mesmo ano, sai o segundo single com o nome de "Tribal dance". Havia uma enorme preocupação em que o grupo não voltasse a atingir outra vez sucesso devido à síndrome de mega hit, mas não havia razões para tanto, pois, "Tribal dance" teve o mesmo sucesso ou até mais que "No limit" em alguns países.
"No limits" o 2º álbum é lançado em Maio de 1993, vendendo mais de 200.000 cópias só na França. O álbum foi um enorme sucesso e com mais singles extraídos na história da banda. Em agosto de 1993 a faixa "Faces" é lançada e alcança notoriedade como as outras canções, dela foram feitos vários remixes mas isso não é novidade para o grupo. No Japão e Argentina foram produzidos CDs de remixes que fizeram muito sucesso. Também é lançado mais um videocassete contendo os vídeos de "No Limits".
Já em Janeiro de 1994, é lançado o último single de "No limits" com o nome de "Let the beat control your body". Uma nova versão diferente da canção do álbum foi gravada em Janeiro de 94, e foi dado o nome de “Let the bass control your body", para evitar desentendimentos em Francês. Esta versão é a 1ª lançada na França. Em nove de Maio de 1994, é lançada “The Real thing", o novo single do novo álbum. Este é 1º em vários países, antes chamado de "The Bach Idea", quando estava na fase de gravações das demos. Em Junho de 1994, é lançado o álbum "Real things", no dia em que é lançado é ouro no Reino Unido, e passa diretamente para 1º no mesmo país, Alemanha, França, Holanda e Bélgica. A sua festa de lançamento foi feita na Disneylândia, Paris, com toda a imprensa Européia praticamente presente. E um especial do canal MTV. O álbum fica nos tops em alguns países por mais de um ano. "No one" um dos singles mais tocados pelas rádios é lançado em 19 de Setembro de 1994, atingindo 1º em vários países como os singles anteriores. Em 1994, também foram lançados álbuns de remixes em vários países, alguns até sendo feito por amadores.
A Março de 1995 foi lançado "Here I go", o 3º single de "Real things" e este levou a banda a atingir o Record dos 12 singles consecutivos a atingirem o top 10 resultados destes na altura só atingidos por Madonna, ABBA, Rolling Stones e Bee Gees muito antes dos anos 90. A Junho de 1995 é lançado "Nothing like the rain", a primeira balada dos 2 Unlimited como single. Este é o último single de "Real things" e também atinge o sucesso devido. No mês de Setembro de 1995, é lançado o single "Do what's good for me", o primeiro single do próximo e último álbum lançado por Ray e Anita. Esta canção é escolhida como hino nacional gay no Reino Unido, e também é lançado como um tema de caridade, tendo uma versão na Holanda com o nome de "kids like you and me". Então em Outubro de 1995, é lançado "Hits Unlimited", um best of, que contem todos os singles anteriores e 3 novos títulos. Hoje em dia é o CD mais fácil de encontrar dos 2 Unlimited e também uma das compilações de dança mais fáceis de se encontrar à venda. Em 95 também são lançados em VHS, os vídeos de Hits Unlimited.
Em Janeiro de 1996, no segundo single de "Hits unlimited", "Jump for joy", é o single mais rápido dos 2 Unlimited atingindo 168 batidas por minuto no máximo. Esta canção tem grandes remixes feito por Armand Van Helden. "Jump for joy" chegou ao top 30 da Europa e em 11º na MTV charts. 1996 foi o último ano do fã clube, pois Ray e Anita finalizaram seu contrato de cinco anos e não queriam assinar outro contrato de cinco anos. A banda desde aí separou-se. O último single do álbum, e última canção de Ray e Anita, intitulada "Spread your love" foi a 10ª dos charts da música de dança da MTV. Esta canção foi lançada quando o grupo já se tinha separado.
Em 1997, foram apenas lançados álbuns de remixes. Em 1998 foi formada uma nova banda com duas novas vocalistas, Romy e Marion. A banda caiu em 1999, porque não foi bem aceita pelos fãs. Alguns dos seus singles como "Wanna get up" e "The edge of heaven" foram lançados mais tarde em alguns países Europeus. A banda eventualmente separou-se em 1999 mesmo aparecendo Marion sozinha em capas dos CDs. Mais álbuns de remixes foram lançadas com originais da nova banda e a anterior em 1998, 1999, 2000, 2001, 2002, 2003, 2004, 2005 e 2006. Tendo sido feitos remixes por DJ's e lançados best of's e DVDs com a história completa e concertos ao vivo.
Hoje Ray tem a sua própria editora de canção e vive na Espanha com sua mulher e filhos. Anita lançou o seu álbum solo "Reality", que não teve grande sucesso. Hoje ela faz parte do grupo Divas of Dance, um grupo que canta os sucessos das bandas 2 Unlimited, T Spoon e 2 Brothers on the Fourth Floor, formado por Anita, De's Ray e Linda. O projecto começou em pró da caridade, mas tornou-se comercial.

## Discografia
- 1992: Get Ready!
- 1993: No Limits!
- 1994: Real Things
- 1998: II